# بازآرایی پیناکول
بازآرایی پیناکول یا بازآرایی پیناکول–پیناکولون روشی در شیمی آلی برای تبدیل یک ترکیب ۲٬۱-دی‌ال به یک ترکیب کربونیل است. این واکنش یک بازآرایی-۲٬۱ در شرایط اسیدی است. از آنجا که در این واکنش بازآرایی، یک پیناکول به پیناکولون تبدیل می‌شود، این نام برای آن انتخاب شده‌است.
این واکنش اولین بار توسط ویلهلم رودولف فیتیگ در سال ۱۸۶۰ از واکنش معروف فیتیگ که شامل اتصال ۲ آریل هالید در حضور فلز سدیم در محلول خشک اتری است، توصیف شد.

## یادداشت
1. ↑  Pinacol rearrangement
2. ↑  pinacol–pinacolone rearrangement